# 246167 Joskohn
246167 Joskohn este o planetă minoră (asteroid), cu un diametru de 3,977 km, din centura de asteroizi. A fost descoperită pe 5 septembrie 2007 la Marly⁠(d) de Peter Kocher. 
Obiectul prezintă o orbită caracterizată de o semiaxă mare de 2,634879464285 UAi, o excentricitate de 0,19, o înclinație de 10,9 ° în raport cu ecliptica.